# Afhugning af hænder
Afhugning af hænder er en torturstraf, som er blevet brugt i forbindelse med forskellige forbrydelser.